# جيداء شتين إرنلر
جيداء شتين إرنلر ( من مواليد 1975، كوتاهيا في تركيا ) هي سيدة أعمال وسياسية وعضو في حزب العدالة والتنمية للفترة الـ27.

## الحياة الشخصية
ولدت جيداء شتين إرنلر في كوتاهيا عام 1975 وأكملت تعليمها العالي بتخرجها من كلية الهندسة في جامعة كوتاهيا دوملوبينار . 

## الحياة السياسية
في الانتخابات العامة 2018. للفترة الـ27 تم انتخابها نائباً عن كوتاهيا عن حزب العدالة والتنمية لهذه الفترة وما زالت في منصبها.